# Anton Kuh
Anton Kuh (ur. 12 lipca 1890 w Wiedniu, zm. 18 stycznia 1941 w Nowym Jorku) – austriacki dziennikarz, eseista i gawędziarz pochodzenia żydowskiego.

## Życiorys
Urodził się w rodzinie z literackimi tradycjami, jego dziadek David Kuh (1819-1879) był praskim dziennikarzem, a ojciec Emil (1856-1912) pisał dla Neues Wiener Tagblatt, pod koniec życia został redaktorem tej gazety.
Anton Kuh publikował pod własnym nazwiskiem, ale zdarzało się, że używał pseudonimu Yorick. Tworzył krótkie utwory prozą oraz teksty satyryczne, często szydził z idei pokojowych i zasad demokracji. Uznawany był za bystrego obserwatora własnych czasów, pochlebnie wyrażał się o twórczości Franza Kafki, w 1920 przedstawił katastroficzny obraz nadchodzących czasów. Poza umiejętnością głośnego wypowiadania swoich kontrowersyjnych politycznie poglądów był świetnym performerem. Był znany z publicznego wyszydzania bieżącej sytuacji politycznej, szczególnie zaostrzył swoje poglądy gdy w Rzeszy do władzy doszli narodowi socjaliści. W 1928 przeprowadził się do Berlina. Do historii przeszła słynna polemika z Karlem Krausem, która miała miejsce w Wiener Konzerthaus. Anton Kuh skrytykował grę aktorów, próżność pisarzy i recytatorów oraz miałkość tekstów wygłaszanych przez Karla Krausa i jego apolitycznych naśladowców. W Rzeszy uznany za „kulturowego bolszewika” musiał opuścić Berlin w 1933, a po Anschlussie Austrii w 1938 zmuszony był wyjechać do USA, gdzie zmarł w 1941. Jego postać i twórczość zostały ponownie odkryte ok. 1960.

## Twórczość

### Opowiadania
- Juden und Deutsche, Berlin 1921
- Von Goethe abwärts. Essays in Aussprüchen, Lipsk, Wiedeń, Zurych 1922
- Börne der Zeitgenosse. Eine Auswahl eingeleitet und herausgegeben von Anton Kuh, Lipsk i wiedeń 1922
- Der Affe Zarathustras, 1925
- Der unsterbliche Österreicher, Monachium 1931

### Zbiory felietonów i esei
- Luftlinien. Feuilletons, Essays und Publizistik, hg. von Ruth Greuner, Löcker Verlag, Wiedeń 1981 ISBN 3-85409-022-6;
- Zeitgeist im Literatur-Cafe. Feuilletons, Essays und Publizistik, hg. von Ulrike Lehner, Löcker Verlag, Wiedeń 1985 ISBN 3-85409-081-1;
- Juden und Deutsche Hg. und mit einer Einleitung von Andreas B. Kilcher. Löcker Verlag Wiedeń 2003 ISBN 3-85409-369-1;
- Jetzt können wir schlafen gehen! Zwischen Wien und Berlin. Redakcja i posłowie Walter Schübler. Metro-Verlag, Wiedeń 2012. ISBN 978-3-99300-069-1.